# Cacomantis sepulcralis
Cacomantis sepulcralis és una espècie d'ocell de la família dels cucúlids (Cuculidae) que habita la selva, bosc i conreus de la Península Malaia, Sumatra, Borneo, Java, Sulawesi, Illes Petites de la Sonda i Filipines. Rep a diverses llengües el nom de "cucut ventre-roig" (Anglès: Rusty-breasted Cuckoo. Francès: Coucou à ventre roux).